# Фрідріх Ауленбах
Friedrich Aulenbach (нім. Georg Jakob Friedrich Karl Aulenbach; 20 липня або 20 червня 1810 — 30 січня 1882) — відомий поет з баварського Пфальца 19-го століття. Був знаний на прізвисько «Фріц». Його батько Крістіан Ауленбах був лютеранським пастором і поетом. Навіть його на три роки молодший брат Карл ще за життя був також добре відомим поетом.

## Коротка автобіографія
З трьох років його батьки переїхали з ним у більше місто Гомбург на західній околиці Пфальцу, де він почав відвідувати початкову школі. Потім він вчився у гімназії Цвайбрюккену, після занічення якої вивчав юриспруденцію в університетах Гейдельбергу та Мюнхену. Пізніше він студіював богослов'я в університеті Ерлангену. У студентські роки Фрідріх побував в Італії, Швейцарії, Тіролі, Богемії і ці мандри не залишилися без впиву на його поезію. По закінченню студій Фрідріх Ауленбах займав місце помічника викладача права у Карлсбергу, а після отримання вченого ступеня протягом дванадцяти років працював секретарем в різних судах. У 1853 р він одружився з Кароліною Гассерт, дочкою судового урядовця. Фрідріх Ауленбах мав досить консервативні погляди і висловлювася проти лібералізму і раціоналізму, але залишався палким мандрівником, охоче спостеріаючи у своїх мандрах за людьми і життям в інших краях. Його спостереження відбилися на його творчості, наприклад у Збірці «Рапсодії» (Rhapsodieen). Помер у Цвайбрюкені

## Літературна діяльність
Вже у віці 28-ми років Ауленбах опублікував свій перший ліричний збірник «Звуки молодості» (Jugend-Klänge), в якому узагальнив свою попередню творчість. У замітках на полях томику можна знайти серію спогадів і настроїв, які дають більш глибоке розуміння умов життя у Гомбурзі того часу. Крім того, батьківське християнське виховання поета в збірці проглядається дуже добре.
Крім поезії Ауленбах присвятив себе музиці та хоровому співу. Він був членом чоловічого співочого клубу «Гомбурзький віночок пісень» (Homburger Liederkranz). Завдяки цьому він познайомився з копозитором Мендельсоном (Felix Mendelssohn Bartholdy). На музичному фестивалі Баварії у 1844 р. Мендельсон навіть диригувавав Гомбурзьким хором. Наступного року помер учасник хору і друг Фрідріха з його студентських років, в пам'ять якого він написав заупокійну пісню і послав її Мендельсону з проханням покласти на музику. Композитор відразу ж взявся за роботу і скомпонував ораторію у чотирьох частинах з дедикацією «Панові Фрідріху Ауленбаху в Хомбурзі в пам'яті його друга Цімермана» (Für Herrn Aulenbach in Homburg in der Pfalz zum Andenken seines Freundes Zimmermann). Цей твій неодноразово відновлювався і виконувався, потім вважався втраченим, але з 2009 виконуються в Хомбурзі знову.
В 1849 р. в Кайзерслаутерні був опублікований «Гімн природи» Ауленбаха, в якому поет відобразив свої враження від подорожі до Італії ще зі студентських років. Пізніші роботи присвячені спогадам про юність і ті місця, де він зупинявся, зокрема в цьому дусі написаний твір «Із сонячних днів. Віночок спогадів, сплетений на чужій і рідній землі. Людвігсхафен. Німеччина 1874» (Aus sonnigen Tagen. Ein Blüthenkranz von Erinnerungen, gewunden auf fremdem und heimischem Bode, Ludwigshafen 1874).